# Traduction culturelle
La notion de traduction culturelle est un concept développé par le théoricien du post-colonialisme Homi Bhabha pour décrire les phénomènes de déplacements de concepts, de représentations et de valeurs qui engendrent le métissage.
Il s'agit en quelque sorte d'une « traduction sans la traduction ». Cette approche culturelle de la traduction est très en vogue dans le domaine de la traductologie car elle permet de concevoir les processus de traduction sans recourir directement au phénomène du langage. Dans son œuvre, Bhabha se fonde notamment sur l'expérience personnelle des migrants et des exilés qui traduisent leur culture d'origine dans leur société d'accueil.